# Чемпіонат України з легкої атлетики 1997
Чемпіонат України з легкої атлетики 1997 серед дорослих був проведений 11-14 липня в Києві на НСК «Олімпійський».

## Основний чемпіонат

### Чоловіки
| Дисципліни                | Золото                                                                            | Золото     | Срібло                                                                                | Срібло     | Бронза                                                                                    | Бронза     |
| ------------------------- | --------------------------------------------------------------------------------- | ---------- | ------------------------------------------------------------------------------------- | ---------- | ----------------------------------------------------------------------------------------- | ---------- |
| 100 метрів                | Владислав Дологодін Харківська область                                            | 10,34      | Олексій Чихачов Запорізька область                                                    | 10,36      | Ігор Страх Запорізька область                                                             | 10,38      |
| 200 метрів                | Владислав Дологодін Харківська область                                            | 20,70      | Ігор Страх Запорізька область                                                         | 21,17      | Сергій Полінков Київ                                                                      | 21,20      |
| 400 метрів                | Роман Галкін Київ                                                                 | 45,80      | Валентин Кульбацький Донецька область                                                 | 47,48      | Володимир Дорош Львівська область                                                         | 47,85      |
| 800 метрів                | Євген Карлаш Київська область                                                     | 1.51,86    | Володимир Ковалик Івано-Франківська область                                           | 1.52,10    | Іван Гриник Миколаївська область                                                          | 1.52,11    |
| 1500 метрів               | Ігор Ліщинський Донецька область                                                  | 3.40,23    | Анатолій Якимович Волинська область                                                   | 3.43,14    | Микола Новицький Київ                                                                     | 3.44,46    |
| 5000 метрів               | Ігор Ліщинський Донецька область                                                  | 14.06,51   | Микола Рудик Вінницька область                                                        | 14.10,15   | Сергій Русецький Вінницька область                                                        | 14.11,43   |
| 10000 метрів              | Андрій Наумов Донецька область                                                    | 29.21,93   | Микола Рудик Вінницька область                                                        | 29.25,32   | Валерій Деканенко Луганська область                                                       | 29.31,88   |
| 110 метрів з бар'єрами    | Дмитро Колесниченко Рівненська область                                            | 13,67      | Володимир Білоконь Луганська область                                                  | 13,73      | Владислав Губа Дніпропетровська область                                                   | 14,06      |
| 400 метрів з бар'єрами    | Вадим Задойнов Молдова                                                            | 49,82      | Андрій Клейменов Миколаївська область                                                 | 51,42      | Микола Булатецький Луганська область                                                      | 51,72      |
| 3000 метрів з перешкодами | Сергій Редько Луганська область                                                   | 8.37,47    | Іван Твардовський Тернопільська область                                               | 8.39,57    | Юрій Гичун Рівненська область                                                             | 8.51,24    |
| 4×100 метрів              | Запорізька область-2Олексій Чихачов Дмитро Ваняікін Ігор Страх Ігор Стрельцов     | 40,10      | Харківська областьВадим Панасейко Олександр Кайдаш Анатолій Довгаль Віталій Кириленко | 42,11      | Запорізька область-1Вадим Лобанов Юрій Вострухін Олександр Крамаренко Олександр Стрельцов | 42,67      |
| 4×400 метрів              | Львівська областьЛеонід Яжинський Василь Лозинський Ігор Мацкевич Володимир Дорош | 3.13,51    | Миколаївська областьДенис Ляшков Микола Тимченко Іван Гриник Андрій Клейменов         | 3.15,20    | АР КримДмитро Баранов Валерій Яновський Євген Урюпін Євген Зюков                          | 3.17,76    |
| Ходьба 20000 метрів       | Андрій Ковенко Вінницька область                                                  | 1:26.41,00 | Анатолій Крот Волинська область                                                       | 1:28.00,61 | Леонід Мізернюк Волинська область                                                         | 1:28.08,74 |
| Стрибки у висоту          | Олег Воробей Білорусь                                                             | 2,26       | В'ячеслав Тиртишник Київська область                                                  | 2,23       | Руслан Стіпанов Хмельницька область                                                       | 2,23       |
| Стрибки з жердиною        | В'ячеслав Шутєєв Харківська область                                               | 5,70       | Олександр Жуков Донецька область                                                      | 5,40       | Василь Бубка Донецька область                                                             | 5,30       |
| Стрибки в довжину         | Віталій Кириленко Харківська область                                              | 7,80       | Віктор Попко Дніпропетровська область                                                 | 7,47       | Ігор Стрельцов Запорізька область                                                         | 7,35       |
| Потрійний стрибок         | Юрій Осипенко Дніпропетровська область                                            | 16,86      | Геннадій Глушенко Запорізька область                                                  | 16,84      | Володимир Кравченко Дніпропетровська область                                              | 16,51      |
| Штовхання ядра            | Олександр Багач Київська область                                                  | 21,28      | Роман Вірастюк Івано-Франківська область                                              | 20,66      | Юрій Білоног Одеська область                                                              | 20,25      |
| Метання диска             | Віталій Сидоров Київ                                                              | 61,66      | Олександр Скупський Запорізька область                                                | 56,64      | Василь Петров Луганська область                                                           | 55,00      |
| Метання молота            | Вадим Колесник Рівненська область                                                 | 73,72      | Вадим Грабовий Дніпропетровська область                                               | 73,70      | Павло Міліневський Тернопільська область                                                  | 69,70      |
| Метання списа             | Андрій Мазніченко Київ                                                            | 72,34      | В'ячеслав Яковлєв Запорізька область                                                  | 70,68      | Сергій Волочай Донецька область                                                           | 69,76      |

### Жінки
| Дисципліни                | Золото                                                                    | Золото   | Срібло                                                                           | Срібло   | Бронза                                                                         | Бронза   |
| ------------------------- | ------------------------------------------------------------------------- | -------- | -------------------------------------------------------------------------------- | -------- | ------------------------------------------------------------------------------ | -------- |
| 100 метрів                | Анжела Кравченко Донецька область                                         | 11,31    | Ірина Пуха Житомирська область                                                   | 11,49    | Оксана Гуськова Харківська область                                             | 11,56    |
| 200 метрів                | Анжела Кравченко Донецька область                                         | 23,17    | Вікторія Фоменко Харківська область                                              | 23,28    | Наталія Мауріна Харківська область                                             | 23,87    |
| 400 метрів                | Тетяна Мовчан Київська область                                            | 51,66    | Яна Мануйлова Луганська область                                                  | 51,89    | Галина Місірук Запорізька область                                              | 53,32    |
| 800 метрів                | Оксана Кочеткова Миколаївська область                                     | 2.03,85  | Юлія Голобородько Донецька область                                               | 2.04,07  | Світлана Твердохліб Дніпропетровська область                                   | 2.04,37  |
| 1500 метрів               | Тетяна Біловол Одеська область                                            | 4.08,06  | Світлана Мирошник Харківська область                                             | 4.12,96  | Олена Городничева Запорізька область                                           | 4.16,69  |
| 5000 метрів               | Тетяна Біловол Одеська область                                            | 15.49,93 | Тетяна Кривобок Донецька область                                                 | 16.11,00 | Тетяна Джабраїлова Вінницька область                                           | 16.18,96 |
| 10000 метрів              | Римма Дубовик Вінницька область                                           | 33.51,87 | Зоя Казновська Запорізька область                                                | 33.57,96 | Олена Пластиніна Закарпатська область                                          | 34.03,66 |
| 100 метрів з бар'єрами    | Майя Шемчишена Одеська область                                            | 13,03    | Тетяна Терещук Луганська область                                                 | 13,14    | Оксана Кучма Харківська область                                                | 13,16    |
| 400 метрів з бар'єрами    | Тетяна Дебела Дніпропетровська область                                    | 57,25    | Алла Оринчук Вінницька область                                                   | 58,23    | Людмила Кравчук Житомирська область                                            | 59,15    |
| 2000 метрів з перешкодами | Анжеліка Аверкова АР Крим                                                 | 6.27,85  | Олена Самко Донецька область                                                     | 6.31,31  | Варвара Шесток АР Крим                                                         | 6.38,38  |
| 4×100 метрів              | УкраїнаАнжела Кравченко Вікторія Фоменко Оксана Гуськова Ірина Пуха       | 44,18    | Харківська областьМайя Шемчишена Оксана Кучма Наталія Мауріна Євгенія Савіна     | 45,11    | Луганська областьЛюдмила Христосенко Яна Мануйлова Юлія Спіріна Тетяна Терещук | 46,03    |
| 4×400 метрів              | Харківська областьНаталія Мауріна Майя Шемчишена Оксана Кучма Зоя Мауріна | 3.34,95  | Донецька областьОльга Міщенко Юлія Голобородько Марина Макарова Наталія Волинець | 3.37,65  | Київська областьНаталія Пигида Ольга Мороз Олена Тернова Тетяна Мовчан         | 3.37,67  |
| Ходьба 10000 метрів       | Віра Зозуля Тернопільська область                                         | 44.30,84 | Тетяна Рагозіна Полтавська область                                               | 45.03,86 | Світлана Калитка Волинська область                                             | 45.28,70 |
| Стрибки у висоту          | Ірина Михальченко Київ                                                    | 1,90     | Віта Паламар Хмельницька область                                                 | 1,83     | Тетяна Гулевич Білорусь                                                        | 1,83     |
| Стрибки з жердиною        | Анжела Балахонова Київ                                                    | 4,34     | Наталія Калініченко Київська область                                             | 3,70     | Лариса Тетерюк Київська область                                                | 3,40     |
| Стрибки в довжину         | Олена Шеховцова Київ                                                      | 6,88     | Олена Хлопотнова Харківська область                                              | 6,76     | Вікторія Вершиніна Київ                                                        | 6,73     |
| Потрійний стрибок         | Олена Говорова Київ                                                       | 14,31    | Оксана Деркач Вінницька область                                                  | 13,81    | Іоланта Хропач Київ                                                            | 13,76    |
| Штовхання ядра            | Валентина Федюшина Київ                                                   | 18,10    | Надія Лукинів Івано-Франківська область                                          | 17,04    | Оксана Захарчук Київська область                                               | 16,22    |
| Метання диска             | Олена Антонова Дніпропетровська область                                   | 60,12    | Вікторія Бойко Донецька область                                                  | 59,84    | Ілона Захарченко Київ                                                          | 56,26    |
| Метання молота            | Наталія Куницька Київ                                                     | 59,50    | Ольга Малахова Луганська область                                                 | 55,08    | Ірина Секачова Київська область                                                | 54,54    |
| Метання списа             | Ольга Іванкова Харківська область                                         | 59,44    | Надія Кобрин Донецька область                                                    | 54,00    | Валерія Порядіна Чернігівська область                                          | 52,74    |

## Інші чемпіонати
Крім основного чемпіонату, протягом року в різних містах України також були проведені чемпіонати України в окремих дисциплінах легкої атлетики серед дорослих:
- 1-2 лютого — легкоатлетичні метання (диск, молот, спис) (Ялта)
- 23 березня — шосейна ходьба на 20 та 30 кілометрів серед чоловіків та ходьба на 10000 метрів стадіоном серед жінок (Київ)
- 22-23 травня — легкоатлетичні багатоборства (Київ)
- 25 жовтня — шосейна ходьба на 50 кілометрів серед чоловіків та на 20 кілометрів серед жінок (Мукачево)

### Чоловіки
| Дисципліни               | Золото                                   | Золото  | Срібло                                        | Срібло  | Бронза                         | Бронза  |
| ------------------------ | ---------------------------------------- | ------- | --------------------------------------------- | ------- | ------------------------------ | ------- |
| Метання диска (зимовий)  | Олександр Скупський Запорізька область   | 59,72   |                                               |         |                                |         |
| Метання молота (зимовий) |                                          |         |                                               |         |                                |         |
| Метання списа (зимовий)  |                                          |         |                                               |         |                                |         |
| Ходьба 20 кілометрів     |                                          |         | Микола Калитка Волинська область              | 1:25.58 |                                |         |
| Ходьба 30 кілометрів     | Віталій Попович Київська область         | 2:16.21 | Анатолій Горшков Київ                         | 2:16.42 | Олексій Шелест Сумська область | 2:19.12 |
| Ходьба 50 кілометрів     | Олексій Шелест Сумська область           | 4:08.14 | Руслан Лазоркін Сумська область               | 4:24.48 | Олександр Шимко Київ           | 4:28.00 |
| Десятиборство            | Олександр Юрков Дніпропетровська область | 7886    | Володимир Михайленко Дніпропетровська область | 7630    | Юрій Журавський Київ           | 7490    |

### Жінки
| Дисципліни               | Золото                                 | Золото   | Срібло                             | Срібло   | Бронза                             | Бронза   |
| ------------------------ | -------------------------------------- | -------- | ---------------------------------- | -------- | ---------------------------------- | -------- |
| Метання диска (зимовий)  |                                        |          |                                    |          |                                    |          |
| Метання молота (зимовий) |                                        |          |                                    |          |                                    |          |
| Метання списа (зимовий)  |                                        |          |                                    |          |                                    |          |
| Ходьба 10000 метрів      | Валентина Савчук Волинська область     | 44.20,0h | Віра Зозуля Тернопільська область  | 44.24,0h | Світлана Калитка Волинська область | 44.40,0h |
| Ходьба 20 кілометрів     | Світлана Калитка Волинська область     | 1:34.24  | Валентина Савчук Волинська область | 1:35.03  | Віра Зозуля Тернопільська область  | 1:35.26  |
| Семиборство              | Юлія Акуленко Дніпропетровська область | 5976     | Марина Щербина Київська область    | 5899     | Людмила Коваленко Київська область | 5789     |